# Saidā no Yō ni Kotoba ga Wakiagaru
Palavras que Borbulham como Refrigerante (japonês :サイダーのように言葉が湧き上がる, Saidā no Yō ni Kotoba ga Wakiagaru) é um filme de comédia-romântica animado japonês produzido pela Sublimation e Signal.MD e dirigido por Kyohei Ishiguro. Ele estreou no Festival Internacional de Cinema de Xangai de 2020.  Foi lançado nos cinemas japoneses em 22 de julho de 2021 e na Netflix no mesmo dia internacionalmente. Ambientado em uma parte rural do Japão com um grande shopping center, o filme segue duas pessoas que têm problemas para se comunicar com os outros. Yui, também chamado de "Cerejinha", é um garoto tímido que só consegue falar através de sua escrita de haikus. Yuki, também conhecida como "Sorrisinho", cobre a boca com uma máscara para esconder o aparelho que tenta consertar seu defeito de nascença e é uma influenciadora on-line. Um encontro fatídico no shopping inicia um romance entre eles.

## Produção
O filme foi originalmente anunciado no concerto Inu Fes do FlyingDog . No concerto, também foi anunciado que seria dirigido por Kyōhei Ishiguro, com produção de animação de Sublimation e Signal.MD, roteiro de Dai Satō, desenhos de personagens de Yukiko Aikei e música de Kensuke Ushio.  Em dezembro de 2019, foi anunciado que seria lançado nos cinemas japoneses em 15 de maio de 2020 e estrelaria Ichikawa Somegorō VIII e Hana Sugisaki.  Em abril de 2020, foi anunciado que o filme seria adiado devido à pandemia do COVID-19 . Em novembro de 2020, foi anunciado que o filme estrearia em 25 de junho de 2021, após o atraso.  Depois de ser adiado novamente, o filme estreou nos cinemas japoneses em 22 de julho de 2021.  O tema principal do filme é "Cider no Yō ni Kotoba ga Wakiagaru", interpretado por Never Young Beach.  A música de inserção do filme é "YAMAZAKURA", interpretada pelo artista pop da cidade Taeko Onuki.  Internacionalmente, o filme foi transmitido na Netflix dublado e legendado, começando no mesmo dia do lançamento nos cinemas japoneses.

## Elenco
| Personagem                 | Dublagem japonesa      | Dublagem inglesa | Dublagem brasileira |
| -------------------------- | ---------------------- | ---------------- | ------------------- |
| Cerejinha / Kouichi "Yui"  | Ichikawa Somegorō VIII | Ivan Mok         | Rafael Schubert     |
| Sorrisinho / Yuki          | Hana Sugisaki          | Kim Wong         | Jeane Marie         |
| Bieber / Beaver            | Megumi Han             | Sam Lavagnino    | Eduardo Drummond    |
| Japa                       | Natsuki Hanae          | Marcus Toji      | Hector Gomes        |
| Garoto durão / Toughboy    | Yūichirō Umehara       | Andrew Kishino   | Pablo Argôllo       |
| Julie                      | Megumi Nakajima        | Victoria Grace   | Nany Assis          |
| Marie                      | Sumire Morohoshi       | Yuuki Luna       | Júlia Freitas       |
| Akiko Fujiyama             | Kōichi Yamadera        | Ping Wu          | Ricardo Rossatto    |
| Tsubasa / Tsubaki Fujiyama | Susumu Chiba           | Kim Mai Guest    | -                   |

## Recepção
No site agregador de avaliações Rotten Tomatoes, 100% das 7 avaliações são positivas, com uma classificação média de 7,4/10. Kate Sánches escreve que, no geral, Palavras que borbulham como refrigerante "é um filme doce e vibrante sobre a conexão humana e a maneira como a música e as palavras podem nos unir ao longo dos anos, das inseguranças e muito mais".
Kim Morrissy, do site Anime News Network, elogiou o visual, os personagens e o estilo musical do filme, classificando o filme como A-. Ainda segundo o autor, o filme apresenta vários jogos de palavras, que podem ser difíceis de serem traduzidos em alguns idiomas, mas que não comprometem o entendimento da obra.
Grat Watson define a história como um "romance adolescente desajeitado", com "uma animação marcante e emotiva" que "interroga de forma satisfatória a influência das mídias sociais na juventude japonesa contemporânea".
Em 2020, o filme foi indicado ao Mainichi Film Award de Melhor Filme de Animação.
O filme também foi indicado na categoria melhor filme no Crunchyroll Anime Awards de 2022.